# حزب الهزارة الديمقراطي

علم حزب الهزارة الديمقراطي.

حزب الهزارة الديمقراطي (بالإنجليزية:Hazara Democratic Party) (بالأردية: هزاره ڈیموکریٹیک پارٹی): هو حزب سياسي لشعب هزارة في باكستان. ينشط الحزب بشكل رئيسي في مدينة كويتا، حيث يقيم فيها حوالي نصف مليون هزاري.

## قائمة رؤساء الحزب
- محمد جواد،(2003–2008).
- حسین علي یوسفي، (سبتمبر 2008 - يناير 2009).
- عبد الخالق هزاره (2010 - حتى الآن).[1]